# Sophie Jabès
Pour les articles homonymes, voir Jabès.
Sophie Jabès est une écrivaine et productrice française, née à Milan en 1958.

## Biographie
Elle passe les premières années de sa vie à Rome, puis alterne ses études entre la France et l'Italie. Elle intègre Science-Po Service-Public et rédige une maîtrise d'histoire sur le cinéma américain comme moyen de propagande en Italie.
En 1985, elle part aux États-Unis où elle écrit ses premiers scénarios et participe à des émissions de télévision pour enfants. Puis elle revient en France et travaille sur des documentaires et des fictions pour France 3 et TF1.
En 1994, elle effectue un long séjour à Singapour et visite l'Asie, de Hong Kong à Kuala Lumpur.
Elle publie son premier livre en 2003, Alice la Saucisse, puis son second en 2004, Caroline assassine (Prix Murat 2005). Son troisième livre paraît en 2005, Clitomotrice. Ces livres sont aussi parus en livres de poche.
Sophie Jabès est l'arrière-petite nièce du poète Edmond Jabès[réf. nécessaire].

## Ses œuvres

### Romans
- Alice la saucisse, éditions Verticales, coll. Littérature, 2003  (ISBN 2-84335-147-2 et 978-2843351471) ; J'ai Lu, 2005  (ISBN 2-290-34367-6 et 978-2290343678)
- Caroline assassine, Jean-Claude Lattès, 2004  (ISBN 2-7096-2611-X et 978-2709626118) ; J'ai Lu, 2006  (ISBN 2-290-34723-X et 978-2290347232)
- Clitomotrice, Jean-Claude Lattès, 2005  (ISBN 2-7096-2756-6 et 978-2709627566) ; J'ai Lu, 2007  (ISBN 2-290-35331-0 et 978-2290353318)
- L'homme de la mer Noire, éditions du Rocher, 2008  (ISBN 2-268-06355-0 et 978-2268063553)
- La Duchesse de Singapour, éditions Pierre-Guillaume de Roux, 2011.

### Théâtre
- Camille, Camille, Camille (mise en scène Marie Montegani au théâtre du Lucernaire, novembre 2014) (texte édité par Lansman éditeur, 52 p., 2014,  (ISBN 978-2807100046))
- Asmahan, Asmahan (mise en scène par l'auteure à l'Atrium de Chaville, janvier 2025).